# Help! Help! Police!
Help! Help! Police! é um filme mudo norte-americano de 1919, do gênero comédia, dirigido por Edward Dillon.

## Elenco
- George Walsh ... George Welston
- Eric Mayne ... Edward P. Welston
- Henry Hallam ... Judson Pendleton
- Marie Burke ... Mrs. Pendleton
- Alice Mann ... Eve Pendleton
- Alan Edwards ... Arthur Trask
- Evelyn Brent ... Marian Trevor
- Joseph Burke ... O juiz